# Jigdo
Jigdo (JIGsaw DOwnload i.e. téléchargement pièces à pièces) est un utilitaire sous Linux (et Windows) conçu pour le téléchargement de fichiers volumineux de la distribution Debian, et maintenant Fedora. Il télécharge des fichiers provenant de différents sites miroirs pour construire une image ISO 9660 de DVD ou de CD-ROM.

## Étymologie du mot jigdo
Le mot jigdo est une abréviation pour JIGsaw DOwnload. Jigsaw est le nom anglophone pour désigner à la fois une scie sauteuse et une scie à chantourner. Une traduction française adaptée pourrait donc être téléchargement pièces à pièces.

## Intérêt de jigdo
Jigdo fut implémenté dans la distribution Debian pour éviter d'avoir besoin de sites miroir disposant d'un espace disque et une bande passante suffisamment importants pour autoriser les nombreux téléchargements de fichiers de 650 Mo (taille de l'image ISO d'un CD-ROM). En 2005, avec la généralisation des images DVD de 4,7 Go (DVD-5), ce besoin devint encore plus évident.
Justement, les fichiers .jigdo permettent de mettre à disposition individuellement les paquetages Debian au format APT au lieu de les regrouper dans un unique fichier image ; le réassemblage ultérieur de ces paquetages en une image ISO 9660 se fait en local, sur le poste à l'origine du téléchargement.
Aujourd'hui l'usage de jigdo n'est plus réservé à Debian seul. D'autres distributions Linux le mettent à profit, en particulier la distribution Fedora (voir http://fedorasolved.org/post-install-solutions/jigdo/ )

## jigdo-file et jigdo-lite
Jigdo dans sa version 0.7.3 est composé de deux applications qui fonctionnent en mode texte :jigdo-file et jigdo-lite. 

### jigdo-file
Si on désire distribuer un large fichier (une image), on peut se servir de jigdo-file. C'est un programme qui va effectuer un certain nombre de traitements sur l'image en question. Notons que cette image n'a pas besoin d'être stockée exclusivement sur le serveur ni d'être en un seul morceau ; les différentes parties pouvant être dans plusieurs répertoires et/ou serveurs. À la fin du processus, deux fichiers seront générés:
- un fichier ayant l'extension .template. Il contient les informations sur la manière dont il faut procéder pour réassembler l'image et certaines données de l'image.
- un fichier ayant l'extension .jigdo. Ce fichier contiendra un certain nombre d'informations sur l'image notamment l'emplacement des serveurs à consulter pour récupérer les morceaux de l'image, l'emplacement du fichier .template, le nom de l'image, etc.

### jigdo-lite
Jigdo-lite est l'application utilisée par celui qui veut récupérer un fichier image téléchargeable en utilisant jigdo. En général on l'exécute en lui fournissant en entrée un fichier avec l'extension .jigdo. Ce dernier peut être sur un serveur web, ftp ou bien simplement déjà présent dans son ordinateur. Dans l'exemple suivant, le fichier se trouve en local : jigdo-lite monfichier-iso-a-telecharger.jigdo qui contient toutes les informations nécessaires au téléchargement de l'image.
Cet utilitaire permet également de reprendre un téléchargement interrompu et de mettre à jour un fichier image précédemment téléchargé.

## jigdo sous Windows

### Procédure basique jigdo-lite.bat sous windows
Il est possible de télécharger un DVD destiné à Debian à partir de Windows. Aucune recompilation du logiciel jigdo n'est nécessaire.
L'utilisateur doit se mettre dans le bon répertoire, lancer un fichier jigdo-lite.bat (en français : jigdo allégé).
Une série de paramètres sont demandés à l'utilisateur :
1. URL du fichier .jigdo (par exemple : http://www.mirrorservice.org/sites/non-us.debian.org/debian-jigdo/3.1_r0a/i386/jigdo-cd/debian-31r0a-i386-binary-1.jigdo). Le nom interne de paramètre est jigdo
2. Le site miroir (exemple : http://ftp.fr.debian.org/debian/ ). Le nom interne de paramètre est debianMirror

### jigdo-lite-settings.txt
Après le premier lancement, le fichier jigdo-lite-settings.txt contient les 2 paramètres saisis lors du dernier appel de la commande (jigdo et debianMirror).

### Fichiers sh.exe, sed.exe, grep.exe et gzip.exe
Des fichiers .exe permettent de réaliser sous Windows l'équivalent de commandes habituelles sous linux : 
- sh.exe voir shell
- sed.exe
- grep.exe
- gzip.exe
- …etc.

Ces exécutables proviennent du projet MinGW (Minimalist GNU for Windows)

### La licence de jigdo-win
Pour jigdo-win V0.7.1a :
- La licence est GNU General Public License, version 2.
- Le copyright indique Richard Atterer 2001-2004.

## Les codes erreurs
0 : Tout s'est bien passé

1 : Plus de fichiers sont nécessaires

2 : Fichier non trouvé

3 : Erreur d'écriture (exemple : pas assez de place sur le disque local ou limite FAT32 sur la taille d'un fichier)